# اسکات دونی
اسکات دونی (انگلیسی: Scott Donie؛ زادهٔ october ۱۰, ۱۹۶۸ (۵۶ سال)) ورزشکار شیرجه اهل ایالات متحده آمریکا است.
وی در مسابقات کشوری و بین‌المللی در مجموع برندهٔ ۱ مدال نقره شده‌است.